# Gustavo Albella

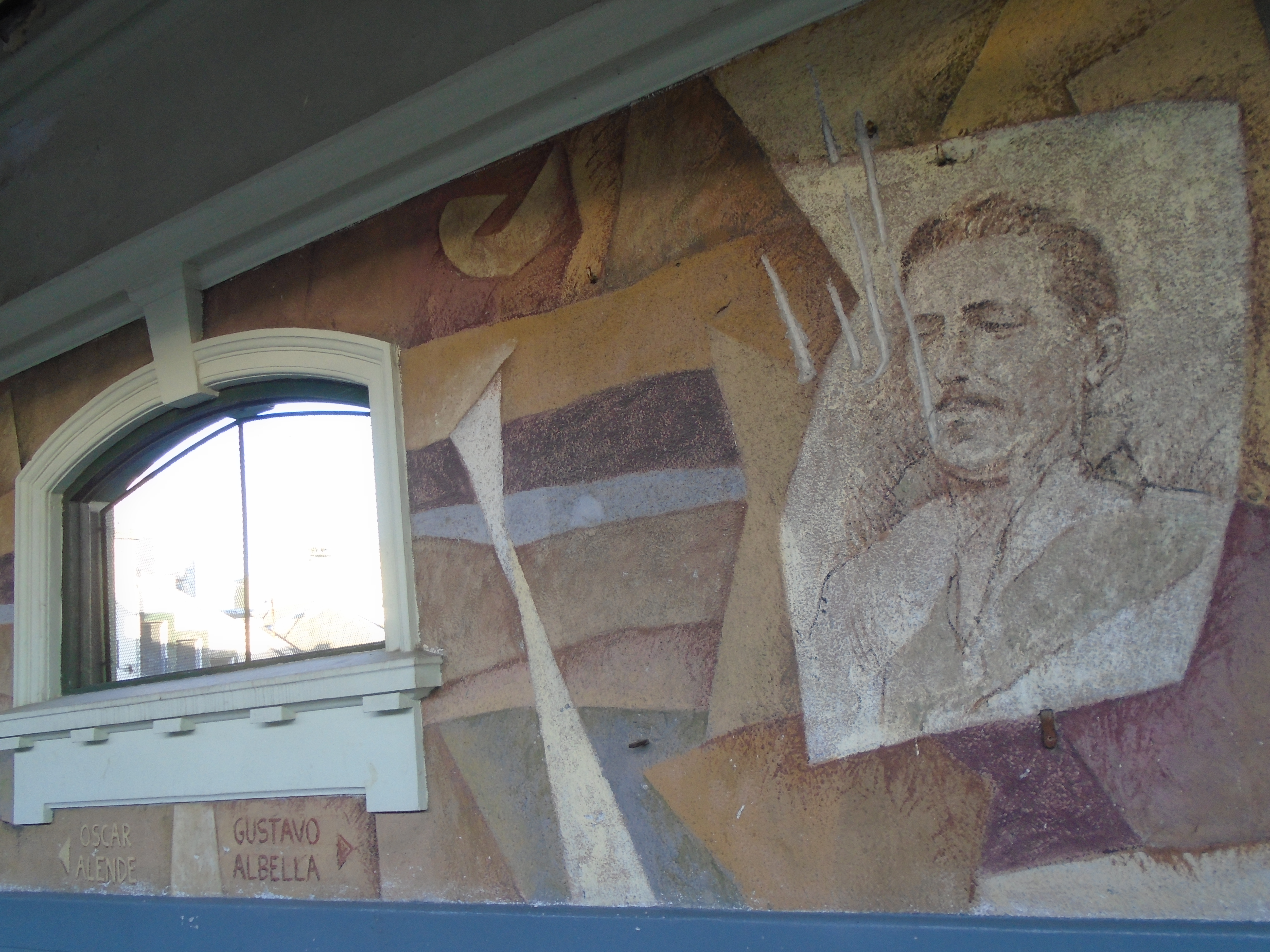
Mural en homenaje a Gustavo Albella en la estación Banfield.

Gustavo Albella (Alta Gracia, Córdoba, Argentina, 25 de agosto de 1925 - Mendoza, Mendoza, Argentina, 13 de junio de 2000) fue un jugador de fútbol argentino que se desempeñó como delantero. Es el máximo goleador histórico de Banfield, conquistando 136 goles para el Taladro, 71 en Primera División y 65 en Segunda.

## Trayectoria

### Sus inicios
Gustavo comenzó jugando en el Sportivo Alta Gracia. En su ciudad también jugó en los clubes 25 
de Mayo y Colón.

### Talleres
En 1943 pasó a Talleres. 
Su debut en el equipo fue el 16 de mayo de 1943. Luego de una gran actuación ante Boca Juniors, el club de la ribera lo fichó como suplente de Jaime Sarlanga. En Talleres disputó un total de 36 partidos oficiales y convirtió 29 tantos.

### Boca
La temporada 1945 lo encontró alternando entre la primera, la tercera y la reserva. Pudo jugar 7 partidos gracias a la lesión de Jaime Sarlanga, en los que 
hizo 6 goles. Mientras tanto, hacía el servicio militar bajo las órdenes del teniente Lúpiz. Este, vinculado al club Banfield, le ofreció la titularidad.

### Banfield
En el club del sur del Gran Buenos Aires, Albella jugó el campeonato de segunda división de 1946. Banfield tenía un equipo superlativo, consagrándose campeón con 14 puntos de 
ventaja (en esa época el triunfo sumaba dos) y manteniéndose invicto los primeros 28 partidos.
Luego en 1947 jugó el campeonato de Primera División, con una labor relativamente pobre del equipo que venía con la misma base que el campeón de segunda.
Para el año 1948, Banfield vendió a Washington Gómez y armó un equipo más competitivo. Sin embargo no se tuvo un gran desempeño.
Entre 1949 y 1952 se formó el equipo que finalizaría primero en 1951, y Albella fue pieza clave y goleador del equipo. Tenía un estilo rápido y fuerte, y 
según cuentan, una desfachatez en el área que le permitía generar riesgo aún rodeado de rivales.
Volvió en 1955 y 1956, para coronar una campaña en el club con 136 goles (71 en Primera División y 65 en Primera B). Durante su estancia en este club fue uno de los ídolos deportivos de Ernesto Guevara.

### San Pablo
En los años 1952, 1953 y 1954 Albella jugó en el San Pablo de Brasil junto a su compatriota Moreno.
Llegó al club paulista como centrodelantero, pero acabó adaptándose a la posición de mediocampista, formando pareja victoriosa con Gino Orlando (Gino) en el equipo que fue campeón del campeonato Paulista de 1953.

### Green Cross
Desde 1957 hasta 1961, cuando se retiró del fútbol, Gustavo Albella jugó en el Green Cross de Chile, club con el que fue goleador en los campeonatos de 1957 
y 1958, y campeón de segunda división en 1960.

## Estadísticas
| Club                       | País      | Temporadas  | Partidos Jugados | Goles | Títulos |
| -------------------------- | --------- | ----------- | ---------------- | ----- | --- |
| Club Atlético Talleres     | Argentina | 1943 - 1944 | 36               | 29    | Preparación 1944 y Oficial 1944 |
| Club Atlético Boca Juniors | Argentina | 1945        | 4                | 2     | Ninguno |
| Club Atlético Banfield     | Argentina | 1946 - 1951 | 107              | 53    | Campeón de Segunda División (1946) Subcampeón de Primera división (1951)                                                           |
| São Paulo Futebol Clube    | Brasil    | 1952 - 1954 | 81               | 47    | Campeón del Campeonato Paulista (1953)                                                                                             |
| Club Atlético Banfield     | Argentina | 1955 - 1956 | 80               | 65    | Ninguno |
| Green Cross                | Chile     | 1957 - 1961 | Sin datos        | 50    | Goleador de Primera División (1957) Goleador de Primera División (1958) Subcampeón de Segunda División Campeón de Segunda División |